# جعفرآباد جنگل (ورامین)
جعفرآباد جنگل، روستایی از توابع بخش جوادآباد شهرستان ورامین در استان تهران ایران است.

## جمعیت
این روستا در دهستان بهنام عرب جنوبی قرار دارد و براساس سرشماری مرکز آمار ایران در سال ۱۳۸۵، جمعیت آن ۴۳۵ نفر (۱۰۷خانوار) بوده‌است.